# Liste des ducs de Carinthie

parti en 1, d'or, à trois lions de sable armés et lampassé de gueules, et en 2, de gueules à la fasce d'argent

Cet article donne la liste des souverains de la marche de Carantanie et du duché de Carinthie, un État autonome du Saint-Empire romain créé par l'empereur Otton II en 976.
À l'origine, alors que l'ancienne principauté slave de Carantanie avait été passée sous la suzeraineté du duché de Bavière puis des royaumes francs, elle fut placée par Charlemagne en 796 sous l'autorité de son beau-frère Gérold, préfet de Bavière. En 828, elle devint un margraviat indépendant qui entra à nouveau dans l'orbite des souverains du duché de Bavière à partir de 907. La marche de Carantanie est enfin séparée de la Bavière et élevée au duché de Carinthie après la desitution du duc Henri le Querelleur en 976.
Jusqu'en 1151, les ducs de Carinthie gouvernent également (à quelques exceptions près) la marche de Vérone en union personnelle. Vers 1035, la marche sur la Mur (ou marche de Carantanie) à l'est fut définitvement détachée par l'empereur Conrad II le Salique pour devenir le margraviat de Styrie. Au sud-est, les marches de Carniole et d'Istrie sont établies de la même manière vers 1040.
Sous le règne de la maison de Habsbourg à partir de 1335, le duché de Carinthie, assemblé au duché de Styrie et au duché de Carniole, forma l'espace de l'Autriche intérieure au sein des territoires héréditaires des Habsbourg par le traité de Neuberg conclu en 1379. Tous ces territoires furent réunis sous le règne de Frédéric V de Habsbourg, duc d'Autriche et empereur du Saint-Empire (en tant que Frédéric III) dès 1457 pour constituer une partie intégrante de la monarchie de Habsbourg à l'avènement Ferdinand Ier, frère cadet de l'empereur Charles Quint, en 1526.

## Margraves de Carantanie
Dès le milieu du VIIIe siècle, les princes slaves de Carantanie, menacés par les Avars, avaient reconnu la souveraineté du duc Odilon de Bavière. Son fils et successeur, le duc Tassilon III écrasait une révolte des païens en 772 ; néanmoins, il a lui-même été renversé par Charlemagne en 788. Alors que se poursuit les guerres contre les Avars, il a établi des marches frontalières à l'Est de la Bavière. La marcha orientalis, incluant la Carantanie, est placée sous l'autorité du comte Gérold de la Baar, beau-frère de Charlemagne, qui fut préfet de la Bavière depuis la desitution du duc Tassilon III. Au Sud, le margrave Éric régna sur le Frioul
Après la mort du Gérold en 799 et une nouvelle révolte des Avars, la Carantanie est temporairement administrée par les margraves du Frioul et des préfets bavarois. Le processus de la colonisation germanique s'est trouvée renforcé, lorsque Louis II, fils de l'empereur Louis le Pieux, reçoit la Bavière avec la marche de Carantanie et d'autres zones frontalières à l'Est par la promulgation du capitulaire Ordinatio Imperii en 817. Deux ans plus tard, les Carantaniens ont participé à l'insurrection de Ljudevit Posavski, mais furent battus par les troupes du margrave Baldéric de Frioul en 823.
S'étant montré incapable de s'opposer au khan bulgare Omourtag qui venait de dévaster impunément les frontières de la Pannonie, Baldéric est démis de ses fonctions lors d'une Diète d'Empire à Aix-la-Chapelle en 828. Louis le Pieux partage ensuite le territoire de la marcha orientalis en quatre comtés francs, dont la marche de Carantanie. Par le traité de Verdun conclu en 843, elle est devenue une partie de la Francie orientale sous le règne de Louis II.
| Dates   | Portrait               | Margraves              | Notes | Carte |
| 828-    |                        | Helmwin                | |       |
| ???     |                        | Albarg                 | |       |
| 840-861 |                        | Pabo                   | |       |
| 861-863 | Carloman               | Carloman               | prince carolingien, reçoit le margraviat de son père Louis II de Germanie, roi de Francie orientale, révoqué deux ans plus tard                 |       |
| 863-869 |                        | Gundakar               | |       |
| 869-876 |                        | Carloman               | rétabli dans ses droits, puis roi de Bavière |       |
| 876-887 | Arnulf                 | Arnulf                 | puis roi de la Francie orientale et empereur d'Occident (en 896)                                                                                |       |
| 887-893 |                        | Rupert                 | nommé margrave par le roi Arnulf |       |
| 893-907 | Léopold                | Léopold                | comte en Bavière, nommé margrave par le roi Arnulf, tomba sur le champ de bataille de Presbourg                                                 |       |
| 907-937 |                        | Arnulf le Mauvais      | fils de Léopold, se proclame duc de Bavière en 907, soutient Conrad Ier de Franconie comme roi en 911, prête hommage à Henri Ier de Saxe en 919 |       |
| 937-938 |                        | Eberhard               | fils d'Arnulf le Mauvais, duc de Bavière, déposé par le roi Otton Ier                                                                           |       |
| 938-947 | Berthold Ier           | Berthold Ier           | frère cadet d'Arnulf le Mauvais, mentionné comme duc en Carinthie en 927, nommé duc de Bavière par Otton Ier                                    |       |
| 947-955 | Henri Ier              | Henri Ier              | frère cadet d'Otton Ier, nommé duc de Bavière contournant les droits du fils de Berthold, Henri le Jeune,                                       |       |
| 955-976 | Henri II le Querelleur | Henri II le Querelleur | fils d'Henri Ier, duc de Bavière, déposé |       |

## Ducs de Carinthie
En 974, Henri le Querelleur se révolta contre l'empereur Otton II. Deux ans plus tard, il est vaincu et privé de son duché. Visant à limiter la portée de la puissance des ducs bavarois, Otton II sépara la Carinthie de la Bavière. Les ducs de Carinthie régnaient en union personnelle sur la marche de Vérone en Italie.
| Dates     | Portrait                  | Ducs                      | Notes                                                                                  | Carte |
| 976-978   |                           | Henri III le Jeune        | fils de Berthold Ier, déposé                                                           |       |
| 978-983   | Otton de Worms            | Otton de Worms            | issu de la dynastie franconienne, renonce en faveur de Henri le Jeune                  |       |
| 983-989   |                           | Henri III le Jeune        | rétabli, également duc de Bavière 983-985                                              |       |
| 989-995   | Henri II le Querelleur    | Henri II le Querelleur    | rétabli, également duc de Bavière depuis 985                                           |       |
| 995-1004  | Otton de Worms            | Otton de Worms            | rétabli                                                                                |       |
| 1004-1011 | Conrad de Carinthie       | Conrad                    | fils d'Otton                                                                           |       |
| 1011-1035 |                           | Adalbéron d'Eppenstein    | premier duc de la famille locale d'Eppenstein, déposé                                  |       |
| 1035-1039 |                           | Conrad II                 | fils de Conrad                                                                         |       |
| 1039-1047 | Henri III du Saint-Empire | Henri III du Saint-Empire | gouverne directement en tant que roi des Romains, puis par des régents :               |       |
| 1047-1055 | Welf III                  | Welf III                  | issu de la dynastie des Welf, comte d'Altdorf en Souabe                                |       |
| 1056-1061 |                           | Conrad III                | issu d'une ligne collatérale des Ezzonides                                             |       |
| 1061-1073 | Berthold Ier              | Berthold                  | issu de la maison de Zähringen, conserve le titre ducal jusqu'à sa destitution en 1077 |       |

### Famille d'Eppenstein (1073–1122)
C'est au plus tard depuis 1072/1073 que le comte Markwart d'Eppenstein, fils du duc Adalbéron et margrave d'Istrie, est le véritable détenteur du pouvoir dans la Carinthie. Après la destitution de Berthold de Zähringen à la diète d'Ulm en 1077, le fils de Markwart, Liutold d'Eppenstein, est inféodé avec la Carinthie et la marche de Vérone par le roi Henri IV. Toutefois la région du Frioul passa sous le pouvoir temporel du patriarcat d'Aquilée et les margraves d'Istrie, de Carniole et de Styrie ont pu acquérir une plus grande autonomie.
| Dates     | Ducs      | Notes                                                      | Carte |
| 1073-1076 | Markwart  | fils d'Adalbéron d'Eppenstein, margrave d'Istrie 1070-1072 |       |
| 1077-1090 | Liutold   | fils de Markward                                           |       |
| 1090-1122 | Henri III | frère de Liutold, margrave d'Istrie depuis 1072-1090       |       |

### Maison de Sponheim (1122–1269)
| Dates     | Portrait   | Ducs          | Notes                               | Carte |
| 1122-1123 |            | Henri IV      | fils du comte Engelbert de Sponheim |       |
| 1124-1134 |            | Engelbert Ier | frère du précédent, abdique en 1134 |       |
| 1134-1144 |            | Ulrich Ier    | fils d'Engelbert Ier                |       |
| 1144-1161 | Henri V    | Henri V       | fils d'Ulrich Ier                   |       |
| 1161-1181 |            | Hermann II    | frère d'Henri VII;                  |       |
| 1181-1202 | Ulrich II  | Ulrich II     | fils d'Hermann Ier                  |       |
| 1202-1256 | Bernard    | Bernard       | frère d'Ulrich II                   |       |
| 1256-1269 | Ulrich III | Ulrich III    | fils de Bernard                     |       |

Un an avant sa mort, Ulrich III a conclu un pacte successoral avec son cousin Ottokar II de Bohême. En absence de pouvoir central pendant le Grand Interrègne, le frère cadet du duc décédé, Philippe de Sponheim, a dû céder sa place aux troupes du roi de Bohème. C'est Rodolphe de Habsbourg, élu roi des Romains en 1273, qui exige le remboursement des « biens dérobés ».

### Ottokar II de Bohême et Rodolphe de Habsbourg
| Dates     | Portrait              | Ducs                      | Notes                                                           | Carte |
| 1269-1276 | Ottokar II de Bohême  | Přemysl Ottokar           | Roi de Bohême, déposé et tué à la bataille de Marchfeld en 1278 |       |
| 1276-1286 | Rodolphe de Habsbourg | Rodolphe Ier de Habsbourg | Roi des Romains, confisque les terres d'Ottokar                 |       |

En 1286, le roi Rodolphe éleva son partisan Meinhard de Goritz au rang de prince du Saint-Empire et lui assigna le fief de Carinthie.

### Maison de Goritz (1286–1335)
| Dates     | Portrait   | Ducs       | Notes | Carte |
| 1286-1295 | Meinhard   | Meinhard   | comte de Goritz jusqu'en 1271, également comte de Tyrol depuis 1258 et margrave de Carniole                                            |       |
| 1295-1310 | Othon III  | Othon III  | fils aîné de Meinhard, également comte de Tyrol et margrave de Carniole, règne indivis                                                 |       |
| 1295-1305 |            | Louis      | 2e fils de Meinhard, également comte de Tyrol, règne indivis                                                                           |       |
| 1295-1335 | Henri VIII | Henri VIII | 3e fils de Meinhard, également comte de Tyrol et margrave de Carniole, roi de Bohême de 1307 à 1310 ; règne indivis puis seul dès 1310 |       |

À la mort d'Henri VIII en 1335 sans héritier mâle, le duché de Carinthie et le comté de Tyrol sont séparés à nouveau. La Carinthie, fief d'Empire, revient à l'empereur Louis IV, de la maison de Wittelsbach, qui confie le duché à la famille de Habsbourg ; c'est-à-dire aux fils d'Albert Ier, roi des Romaines (mort en 1308), et d'Élisabeth de Goritz, sœur du duc Henri VIII décédé. Le Tyrol reste d'abord entre les mains de Marguerite de Goritz, fille d'Henri VIII, puis de son jeune fils Meinhard II de Bavière (1361-1363), avant de revenir aux Habsbourg par héritage définitivement.

### Maison de Habsbourg (à partir de 1335)
- 1335-1339 : Otton III et Albert Ier, fils de l'empereur Albert Ier de Habsbourg ; adoption des Armes d'héraldique figurant plus haut.
- 1339-1358 : Albert Ier, seul  Armes actuelles des ducs et du Land de Carinthie.

Armes actuelles des ducs et du Land de Carinthie.

- 1358-1362 : Rodolphe II, Frédéric et Albert II, fils d'Albert Ier, en indivis
- 1362-1365 : Rodolphe II et Albert II, en indivis
- 1365-1379 : Albert II, seul duc

En 1379, la dynastie des Habsbourg se sépare en deux branches - lors du traité de Neuberg, Albert II céda les pays de l'Autriche intérieure, ce sont les pays de Carinthie et de Styrie, le nouveau duché de Carniole avec la marche windique, ainsi que les possessions des Habsbourg dans l'Adriatique et Istrie, le Tyrol et les pays d'origine en Souabe (l'Autriche antérieure), à son dernier frère Léopold III.
- 1379-1386 : Léopold III
- 1395-1406 : Guillaume Ier, Léopold IV, Ernest Ier et Frédéric II, fils de Léopold III, en indivis

À la mort de Guillaume en 1406, Léopold et Frédéric abdiquent en faveur de leur frère Ernest, qui reste seul duc
- 1406-1424 : Ernest Ier
- 1424-1458 : Frédéric III, roi des Romains en 1440 puis empereur (sous le nom de Frédéric III) à partir de 1452
- 1458-1619 : Voir la liste des archiducs d'Autriche